# Johannes Morsztyn der Ältere
Johannes Morsztyn der Ältere (* 1481 in Krakau; † 1541 ebenda) war ein krakauischer Ratsherr, Bankier und Kaufmann.
Von 1516 bis 1541 war er Ratsherr. Anders als die drei Generation der Morstein zuvor übte er seinen Einfluss im Stadtrat aktiv aus. Dort setzte er sich vehement für den Erhalt der Predigt in deutscher Sprache in der Marienkirche ein.

## Leben
Morsztyn war jüngste Sohn des Ratsherrn Georg Morsztyn des Jüngeren und der Agnes Lang. Er zwei ältere Brüder namens Georg und Erasmus sowie eine jüngere Schwester Jadwiga, die mit Stanisław Odrowąż, dem Kastellan von Zarnowitz und Starost von Opoczno, verheiratet war.  
Er selbst studierte an der Universität Krakau und erlangte 1496 seinen Abschluss. Von 1514 bis 1515 war er zunächst in der Stadtbank tätig. Anschließend wurde er 1516 für fast 26 Jahre in den Stadtrat berufen. Dort wurde er 16-mal in den Bürgermeisterrat, der dessen Aufgaben festlegte, gewählt, ohne selbst je Bürgermeister zu werden. Im Gegensatz zu früheren Mitgliedern der Familie Morstein war er überaus aktiv im Stadtrat. So soll ein Ratsbeschluss 1527, der die Vergütung von Stadtschriftstellern neu regelte und 1528 das Verbot für Krakauer Bürger mit ausländischen Kaufleuten Partnerschaften einzugehen, auf ihn zurückgehen. Außerdem befürwortete er im Rat, dass Frauen nicht ohne die Zustimmung ihrer Verwandten heiraten durften. 1533 setzte er sich dafür ein, dass der Bürgermeister von nun an stets von vier Hellebardieren begleitet wurde, um dessen sozialer Stellung Ausdruck zu verleihen. Im Auftrag der Stadt war er wie schon sein Onkel Peter 1524, 1531 und 1533 Abgeordneter im Landtag zu Petrikau. Von 1519 bis 1528 war er für das Eintreiben der Steuern auf den Straßen von Krakau zuständig.
Er residierte in dem großen Eckhaus Spicymirowski am Marktplatz, das bereits sein Urgroßvater Georg Morsztyn der Ältere bewohnt hatte. Von seinem Vater hatte er den Hof Piaski an der Prądnik geerbt. Wie bereits sein Onkel Peter pachtete er von der Stadt Krakau die Dörfer Grzegórzki und Dąbie. Zusätzlich pachtete er von der Abtei Tyniec das Dorf Opatkowice. 
Ab 1540 war er Kommissar des Herrenhauses der Marienkirche. Bereits zuvor hatte er im Rat zu der Partei gehört, die sich für die Erhaltung der Predigt in deutscher Sprache einsetzte. Diese war 1537 durch königlichen Erlass in die Barbarakirche verlegt worden.

## Ehen und Nachkommen
Morsztyn war mit einer Ursula verheiratet. Der Ehe entstammten fünf Kinder:
- Johannes Morsztyn der Jüngere † 1581
- Georg (Jerzy) Morsztyn
- Ursula (Urszula) Morsztyn
- Sophia (Zofia) Morsztyn
- Magdalena Morsztyn